# Liste der Wappen in der Basilikata
Die Liste der Wappen in der Basilikata zeigt die Wappen der Provinzen der Region Basilikata in der Republik Italien. In dieser Liste sind die Wappen jeweils mit einem Link auf den Artikel über die Provinz und mit einem Link auf die Liste der Wappen der Orte in dieser Provinz angezeigt.

## Wappen Basilikatas

Wappen der Basilikata
Flagge der Basilikata
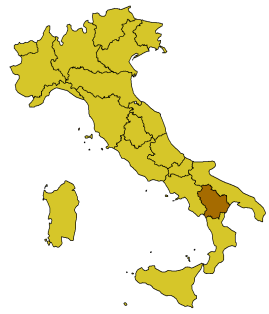
Lage der Region Basilikata

## Wappen der Provinzen der Region Basilikata

Provinz Potenza (Wappen der Orte)
Provinz Matera (Wappen der Orte)